# Calycophyllum multiflorum
Calycophyllum multiflorum, denominado comúnmente palo blanco, es una especie  de árbol endémico de Argentina, Perú, Paraguay y Bolivia de la familia de las rubiáceas.
La floración es de marzo a mayo.

## Ecología
La "selva de palo blanco y de palo amarillo" (Calycophyllum multiflorum y Phyllostylon rhamnoides, respectivamente) se hallan en las áreas más septentrionales de las provincias de Argentina de Salta y de Jujuy, a altitudes entre 400 y 700 m s. n. m.
Es una selva que persiste en un área superior a 500.000 ha en la alta cuenca del río Bermejo, fronteriza con Bolivia.

## Descripción
La madera, de color castaño ocre menos algunos casos castaño oscuro a verde ocráceo, tiene un veteado no característico. Su brillo es suave, su textura, fina y homogénea, inodora, grano derecho, densidad en kg/dm³ de 0,86; máquina, pintura y secado fácil.

## Taxonomía
Calycophyllum multiflorum fue descrita por August Heinrich Rudolf Grisebach y publicado en Abhandlungen der Königlichen Gesellschaft der Wissenschaften zu Göttingen 24: 155, en el año 1879.
Sinonimia
- Calycophyllum spruceanum f. intermedium Chodat & Hassl.
- Calycophyllum spruceanum var. multiflorum (Griseb.) Chodat & Hassl.
- Pisonia combretifolia Morong & Britton[6]

## Nombres comunes
- Argentina, Guatemala, Bolivia, Perú: palo blanco, verdolago, ibirá-morotí , loro blanco  (enlace roto disponible en Internet Archive; véase el historial, la primera versión y la última).
- Brasil: castelo